# Tapinoma sinense
Tapinoma sinense är en myrart som beskrevs av Carlo Emery 1925. Tapinoma sinense ingår i släktet Tapinoma och familjen myror. Inga underarter finns listade i Catalogue of Life.